# Pinezići (żupania primorsko-gorska)
Pinezići – wieś w Chorwacji, w żupanii primorsko-gorskiej, w mieście Krk. W 2011 roku liczyła 196 mieszkańców.